# Jacqueline Guan
Jacqueline Guan (* 3. November 1994) ist eine australische Badmintonspielerin. 

## Karriere
Jacqueline Guan nahm an den Commonwealth Youth Games 2011 und an den Badminton-Juniorenweltmeisterschaften 2011 teil, wobei sie bei den Commonwealth Youth Games Bronze im Damendoppel gewinnen konnte. Im gleichen Jahr qualifizierte sie sich mit ihrer Nationalmannschaft für die Endrunde des Uber Cups und konnte dort bis ins Viertelfinale vordringen, schied dort jedoch in der Gruppenphase aus.